# Monster Game
Monster Game är ursprungligen ett tyskt online-rollspel av RedMoonStudios. Man kan i spelet välja mellan att spela någon av de två tvistande grupperna Varulvar och Vampyrer. 

## Mål med spelet
Målet är att bekämpa den motsatta gruppen, dvs. är du Varulv ska du bekämpa Vampyrerna och tvärtom. När man lyckas jaga upp och bekämpa en motståndare, eller varit ute på människojakt, får man erfarenhet, blod/kött och guld vilka man kan köpa diverse hjälpande föremål, väktare och färdigheter med. Man kan dessutom bita sina vänner genom att de klickar på en länk som man skickar dem.

## Klaner
Man kan dessutom gå med i olika klaner och hjälpa till i bland annat fejder mot andra klaner. 
Som nivå 3 kan man själv skapa en klan, och är man skicklig och ambitiös kan man få den att växa i storlek och kanske till och med hota de högsta på Highscore om platsen på den utsatta toppen.
En snygg klansida, bra struktur inom klanen och något eget som "sticker ut" lockar oftast fler spelare att ansluta sig.